# Krivokljuni sprudnik
Krivokljuni sprudnik (лат. Tringa nebularia) je ptica selica iz reda šljukarica. Ime roda Tringa potiče od starogrčke reči trungas, koja označava pticu koja gazi po blatu i mrda repom gore-dole. Reč nebularia potiče od latinske reči nebula što znači magla i vezano je za pojas tajgi gde se gnezdi.

## Opis
Dužina tela od vrha kljuna do vrha repa je 30-34 cm, a raspon krila je 55-62 cm. Masa ptice je 125 – 290 g. Polni dimorfizam ne postoji, ali izgled jedinki se razlikuje po godišnjim dobima. Perje odraslih jedinki je u toku zime odozgo svetlo sivo sa belim bokovima i trbuhom, dok je leti tamnije i ima šare na bokovima. Po izgledu je najsličniji tankokljunom sprudniku (lat. Tringa stagnatilis), od koga se razlikuje po kljunu koji je duži, krupniji i blago savijen prema gore. Veći i znatno više iskrivljen kljun prema gore ima još jedna vrsta roda Tringa (Tringa cinerea, sinonim Xenus cinereus). Dok leti, krivokljuni sprudnik se prepoznaje po tamnim krilima i širokom belom useku na leđima. Boja nogu je žućkasta do zelenosiva.

## Rasprostranjenost i stanište
Tokom seobe krivokljuni sprudnik je prisutan u celoj Evropi. Gnezdi se na Skandinavskom poluostrvu i u severoistočnoj Evropi, kao i u širokom pojasu tajgi u Aziji. Kao gnezdeća staništa koristi močvarne šume, bare, močvare i eutrofna jezera, bogata vegetacijom koja se raspada, što obezbeđuje mnoštvo hranljivih materija. Jedno od područja na kome se gnezdi je i zona borealnih šuma u Norveškoj. U toku migracije boravi na vlažnim livadama, sprudovima i močvarama. Zimi je prisutan na mnogim slatkovodnim i morskim staništima, uključujući estuare, slane močvare, rečne lagune, taložnike šećerana i farmi.

## Biologija
Krivokljuni sprudnik se hrani sitnim beskičmenjacima, kao što su insekti, njihove larve, rakovi, mekušci i crvi. Povremeno lovi vodozemce, sitne ribe i mladunce glodara.
Sezona gnežđenja traje od kraja aprila do juna. Gnezdo pravi na suvom tlu uz vodu i oblaže ga biljnim materijalom. U blizini gnezda se često nalazi kamen, (mrtvo) drvo ili ograda, koji služe kao markacija njihove teritorije. Ženka polaže 3-5 jaja, najčešće četiri. Period inkubacije traje 22-26 dana i o jajima brinu oba roditelja. Po izleganju, mladunci su bledo sivi, sa smeđim do crnim šarama i belim trbuhom. Jedan od roditelja, najčešće ženka, može napustiti prostor za razmnožavanje pre nego što mladi odrastu. Roditelj koji ostane sa mladima i mladi, gnezdo napuštaju posle 3-6 nedelja. Zabeleženo je da krivokljuni sprudnik u divljini može živeti do 15 godina. 
Globalna populacija se procenjuje na 440.000-1.500.000 jedinki i smatra se da je stabilna.

## Ugroženost
U Kineskoj, Severnokorejskoj i Južnokorejskoj regiji Žutog mora ovu vrstu ugrožavaju gubitak i degradacija močvarnih staništa, kroz zagađenje životne sredine i isušivanje rečnih tokova. U nekim delovima Evrope močvarna staništa su degradirana usled intenzivnog prisustva i aktivnosti čoveka. Jedan od konkretnih primera je i uništavanje vegetacije koja služi kao zaklon i mesto za gnežnjenje mnogim vrstama vodenih staništa.

## Krivokljuni sprudnik u Srbiji
Prema literaturnim podacima, Marsilji nalazi krivokljunog sprudnika još krajem 17. veka u Podunavlju. Tokom 19. i 20. veka beležen je kao malobrojna, ali redovna vrsta tokom seobe. Beležen je na različitim prirodnim i veštačkim vodenim staništima. U Srbiji se ne gnezdi, ali se redovno viđa za vreme seobe.